# Sovratensione (informatica)
In informatica e in elettronica, il termine overvolting indica il procedimento di aumentare la tensione elettrica di alimentazione di un componente elettronico (come ad esempio un chip).
Tale procedimento trova impiego poiché nell'ambito dell'incremento della frequenza di funzionamento della CPU (overclock), che determina il conseguente incremento dell'intensità di corrente elettrica, che a sua volta causa un aumento della resistenza elettrica differenziale dei materiali conduttori contenuti all'interno del processore (diminuzione della capacitanza dei transistor), rende necessario l'incremento della tensione di alimentazione del core.
Nella pratica, con l'aumento dei cicli di operazioni al secondo, il circuito necessita che il flusso di elettroni che attraversa il materiale conduttore abbia una maggior velocità, che viene ottenuta appunto tramite una sovralimentazione elettrica.
Tutto ciò porta inevitabilmente ad un maggior dispendio di energia elettrica, pertanto è opportuno assicurarsi di avere un alimentatore sufficientemente potente al fine di reggere l'overvolt.
L'overvolt, di conseguenza, incrementa le capacità di overclock del processore, permettendo di raggiungere frequenze di funzionamento maggiori di quelle nominali.
I produttori di processori forniscono assieme a questi ultimi le specifiche elettriche, incluso l'intervallo entro il quale può variare la tensione di alimentazione elettrica. Spingersi oltre i valori consigliati è un'operazione piuttosto rischiosa e sconsigliabile nella maggior parte dei casi.
Una delle principali conseguenze dell'overvolt è l'aumento di temperatura del materiale conduttore derivante dall'effetto Joule, e di conseguenza del Thermal Design Power (TDP), che deve essere tenuta sotto controllo tramite appositi sistemi di raffreddamento, pena il danneggiamento irreversibile del componente elettronico.
È da segnalare, inoltre, che un aumento eccessivo della temperatura potrebbe portare a un fenomeno di elettromigrazione, con conseguente rottura del chip.
Ad oggi, alcuni dei BIOS presenti sulle motherboard di odierna produzione, permettono l'aumento della tensione del core anche di valori dell'ordine del centesimo di volt (0.01), oltre ad assicurare un overvolt automatico in condizioni di carico elevato.